# غسل الشعر
غسل الشعر هو عمل تجميلي للحفاظ على نظافة الشعر عن طريق غسله. لإزالة الزهم والأوساخ من الشعر، ويعتبر هذا جزءاً من أجزاء النظافة الشخصية الضرورية، يغسل الشعر بواسطة وضع مادة خافضة للتوتر السطحي، عادةً باستخدام الشامبو (أحيانًا صابون) على شعرهم ويرغون المادة الخافضة للتوتر السطحي بالماء. تشطف المادة الخافضة للتوتر السطحي بالماء مع الأوساخ التي تلتصق بها فبهذه الطريقة يتم تنظيفه.
هناك أيضاً الشامبو الجاف

و هو من ضمن المساحيق اللتي تُزيل الدهون من الشعر عن طريق نقعها قبل تمشيطها.

## تصفيف الشعر

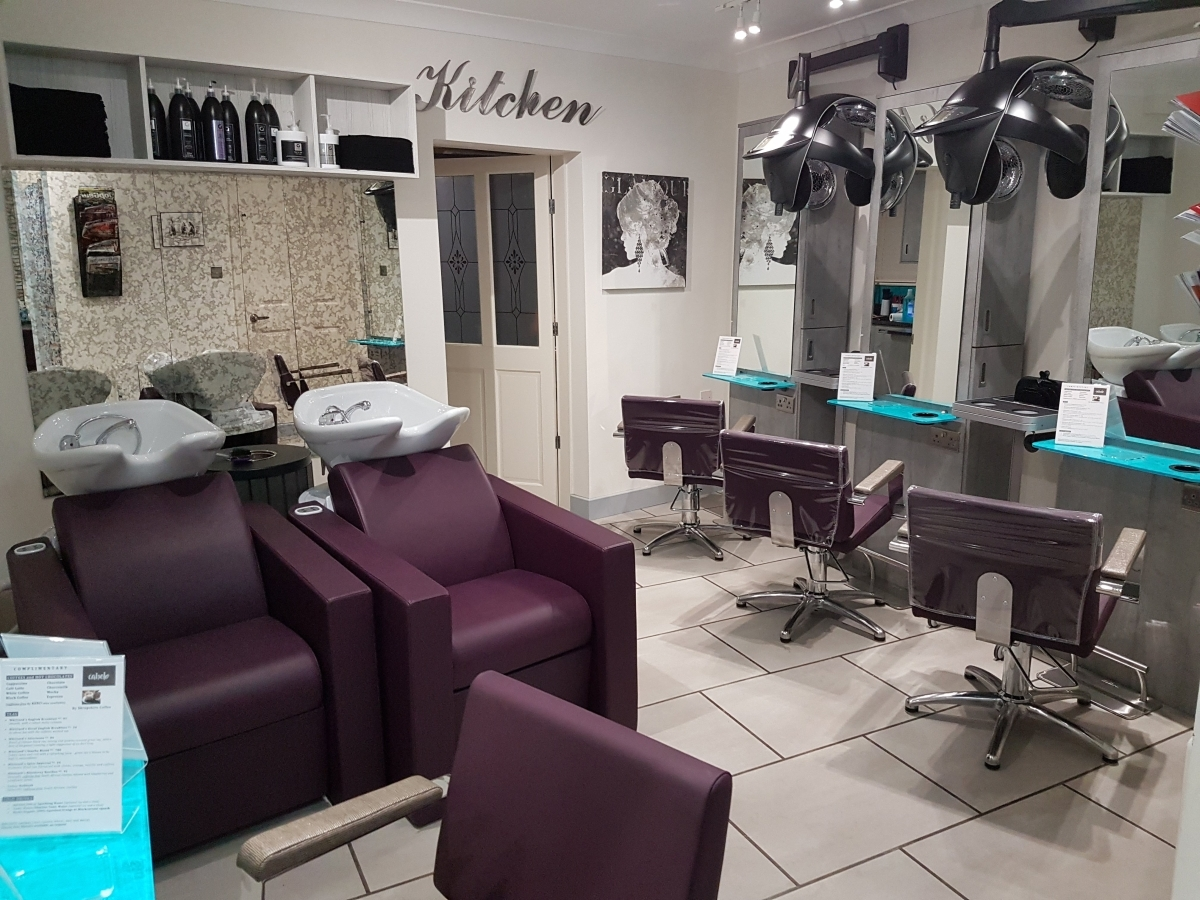
أحواض غسيل الشعر ، بأسلوب خلفي في صالون للاهتمام بالشعر نموذجي

- يفضل ويقدم معظم مصففي الشعر في كندا والولايات المتحدة وأوروبا وأمريكا اللاتينية غسيل الشعر كخدمة قبل أو بعد قص الشعر. عادة ما يتم ذلك لجعل الشعر أكثر سهولة بالنسبة لمصفف الشعر الذي يقوم بقص الشعر. بعد قص الشعر، يمكنه إزالة خيوط الشعر المتساقطة والاعتناء بالشعر واعادة تجديد صحة الشعر. إنها أيضًا ممارسة للاسترخاء، ويستمتع العديد من العملاء بغسل الشعر كجزء من قص الشعر أو روتين الاهتمام بالشعر وقص الشعر.

يستخدم مصففي الشعر أحواض خاصة لغسل الشعر، يمكن أن يكون هذاطرق لغسل الشعر اما للأمام أو للخلف. في الطريقة الخلفية تو الي الوراء وهي تعتبر (الأكثر شيوعًا) ، يجلس العميل على كرسي، ويميل رأسه إلى الحوض، ويقف مصفف الشعر خلفه. في الطريقة الأمامية، يميل العميل إلى الأمام فوق مغسلة، ويقف مصفف الشعر فوقه وبأتجاهه لغسل شعره.
- في بعض أجزاء العالم، مثل الصين ، ليس من غير المألوف رؤية ما يشار إليه بالشامبو أو بالنمط «المستقيم أو العامودي». في هذا الأسلوب، يجلس العميل على كرسي، بينما يضع مصفف الشعر الشامبو على شعره ويضيف الماء. ثم يشطف في حوض.